# Фейрберн, Энн
Энн Фейрберн (англ. Anne Mary Ross Fairbairn, 1948 — 22 октября 2018) — широко публикуемая австралийская поэтесса, журналистка и знаток арабской культуры. Она единственная внучка четвёртого премьер-министра Австралии Джорджа Рида. 
В 1965 году она вышла замуж за Джеффри Форрестера Фейрберна, профессора исторического факультета Австралийского национального университета. Джеффри умер в Лондоне от рака лёгких 11 сентября 1980 года. Фейрберн известна своей работой по объединению австралийской и арабской культур на протяжении более 30 лет посредством поэзии.
В 1995 году она была награждена писательской премией Банджо Патерсона за открытую поэзию. За этим последовал Орден Австралии в 1998 году за заслуги перед литературой и международными отношениями между Австралией и Ближним Востоком.
В сентябре 2005 года д-р Фейрберн получила награду «Жизнь для других – содействие миру посредством средств массовой информации, искусства и культуры» от Международной и межрелигиозной федерации за мир во всём мире, вручённую в Сиднее профессором Мари Башир А.О., губернатором Нового Южного Уэльса.
Энн умерла в возрасте 90 лет 22 октября 2018 года.